# Petitio principii
A petitio principii (latinul „alapkérdéshez folyamodás”), vagy körkörös érvelés, olyan informális érvelési hiba, amelyben a beszélő a következtetést a feltett bizonyítandó állítás igaznak feltételezésével igazolja.
Erich Fromm, német filozófus és pszichológus A rombolás anatómiája című könyvében így fogalmaz: „És máris kilyukadtunk egy körben forgó érvelésnél: abból indulunk ki, amit az elmélet megkövetel, majd azt állítjuk, hogy a tények igazolták az elméletet.”

## Példák
Pozitív formában:
- „A tanú igazat állít, hiszen az esküjében ezt kijelentette.”
- „Nem csak mi mondjuk a Bibliáról, hogy Istentől származó kijelentés, maga a Biblia is így nyilatkozik önmagáról.”

Negatív formában (amikor az érvelő nem eleve felhasznál, hanem eleve kizár valamit, amit cáfolni akar):
- „Természetfölötti/Isten nem létezik, mert a világ jelenségeit a természettudományoknak Istenre hivatkozás nélkül is, pusztán oksági alapon sikerült magyarázni.”

Az a tény, hogy a természettudományok természetfölötti jelenségek nélkül is magyarázatot tudnak adni a világ jelenségeire, még nem jelenti azt, hogy egészen biztosan nem létezik természetfölötti. Csak annyit bizonyít, hogy nincs okunk feltenni a természetfölötti létezését. Gyakorlatilag viszont aminek létét nincs okunk feltenni, azt nem tekintjük létezőnek. Ilyenformán a fenti állítás helyessé tehető: „Természetfölötti/Isten létezését nincs okunk feltenni, mert a világ jelenségeit a természettudományoknak Istenre hivatkozás nélkül is, pusztán oksági alapon sikerült magyarázni.”

## Szatirikus példák
E logikai/érvelési hiba tán legszebb példája az alábbi pesti vicc:
– A mi rabbink megsúgta nekünk, hogy sábeszkor magával az Örökkévalóval szokott kártyázni.
– Nü, és biztosan nem hazudik az a ti rabbitok?!
– Csak nem gondolod, hogy az Örökkévaló leülne kártyázni egy hazuggal!?
Egy másik:
– A mi rabbink olyan csudát tud, hogy a múltkor is megmondta, mikor az a nagy tűz volt Temesvárott. 
– De hisz nem is volt ott tűz! 
– Na és az tán semmi, hogy innentül ellát odáig?